# Нгуон (народ)
Нгуон (вьет. Nguồn) — народ, проживающий в районе Миньхоа провинции Куангбинь и в окрестностях городской общины-коммуны Донгле, район Туенхоа, примерно в 50 км от шоссе 1A.
Нгуоны живут вместе с тьытскими народами — шать, рук и другими. Занимаются земледелием, охотой, рыболовством; множество нгуонов занимаются собирательством фруктов, диких корнеплодов.
Лаосские нгуоны существуют, но данные об их точном расселении противоречивы. Согласно Чемберлену, в центральном Лаосе есть нгуонская деревня, известная как Банпакпхананг в провинции Кхаммуан.
Одни исследователи считают нгуонов более близкими мыонгам, а другие полагают, что этот народ ближе вьетам.